# Fokföldi gesztenye

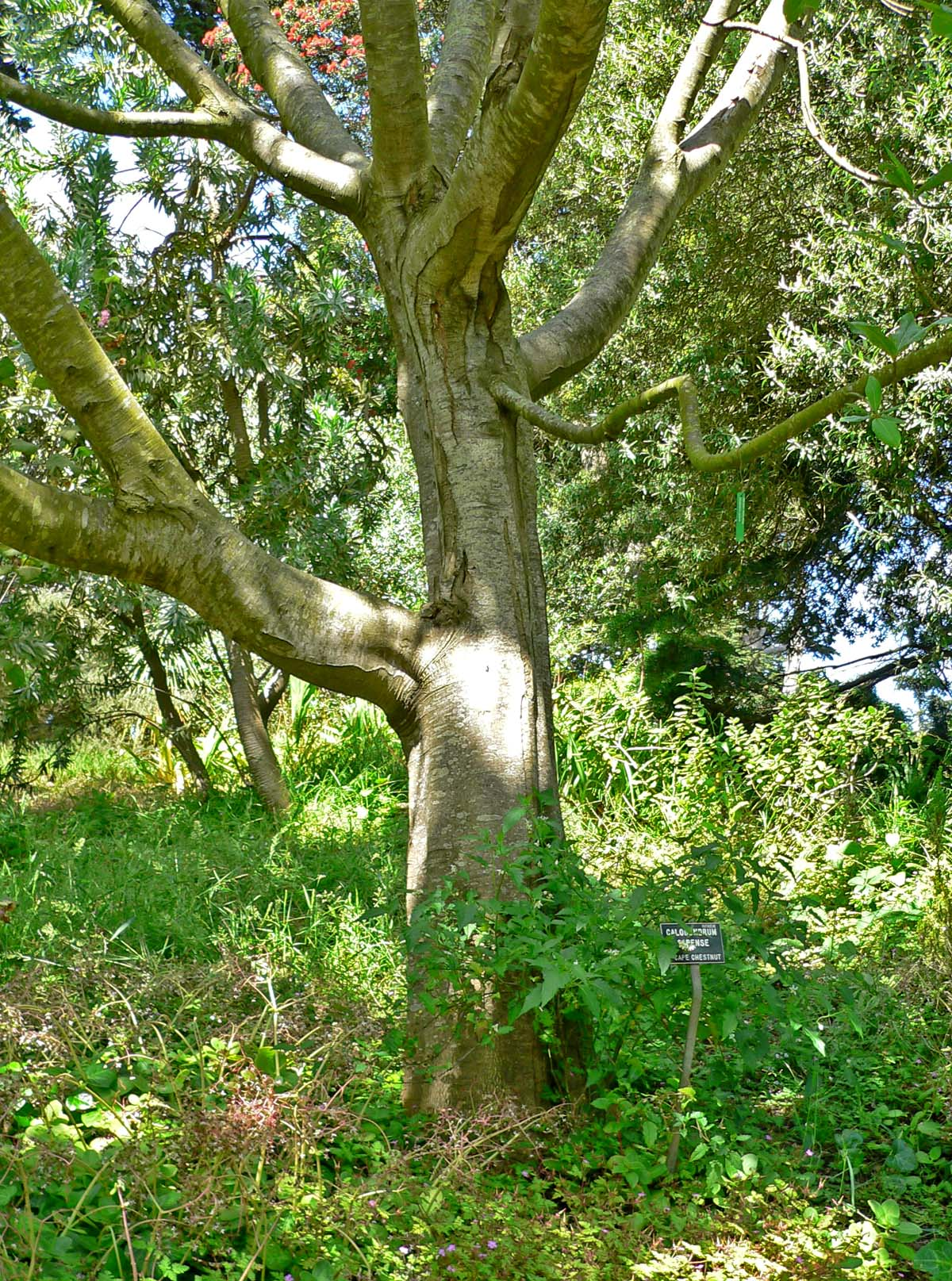
Fokföldi gesztenye törzse

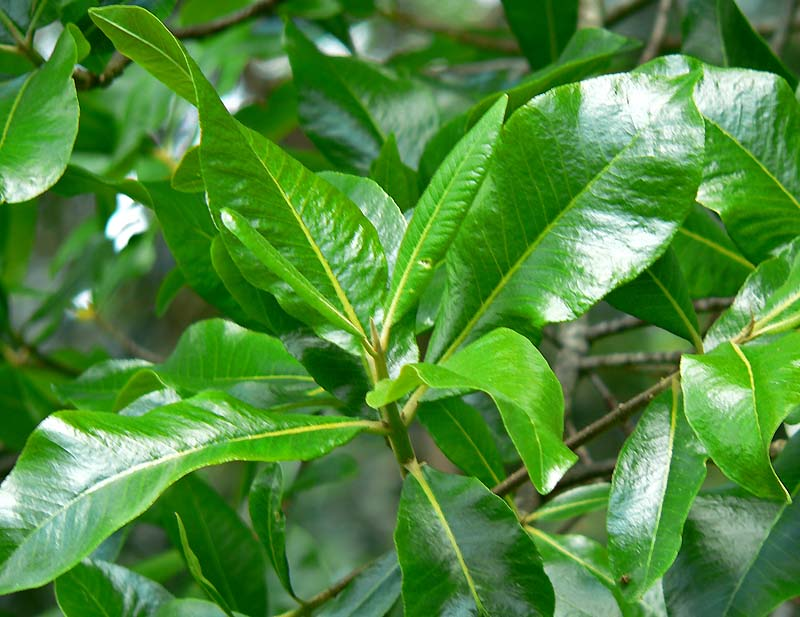
Fokföldi gesztenye levele

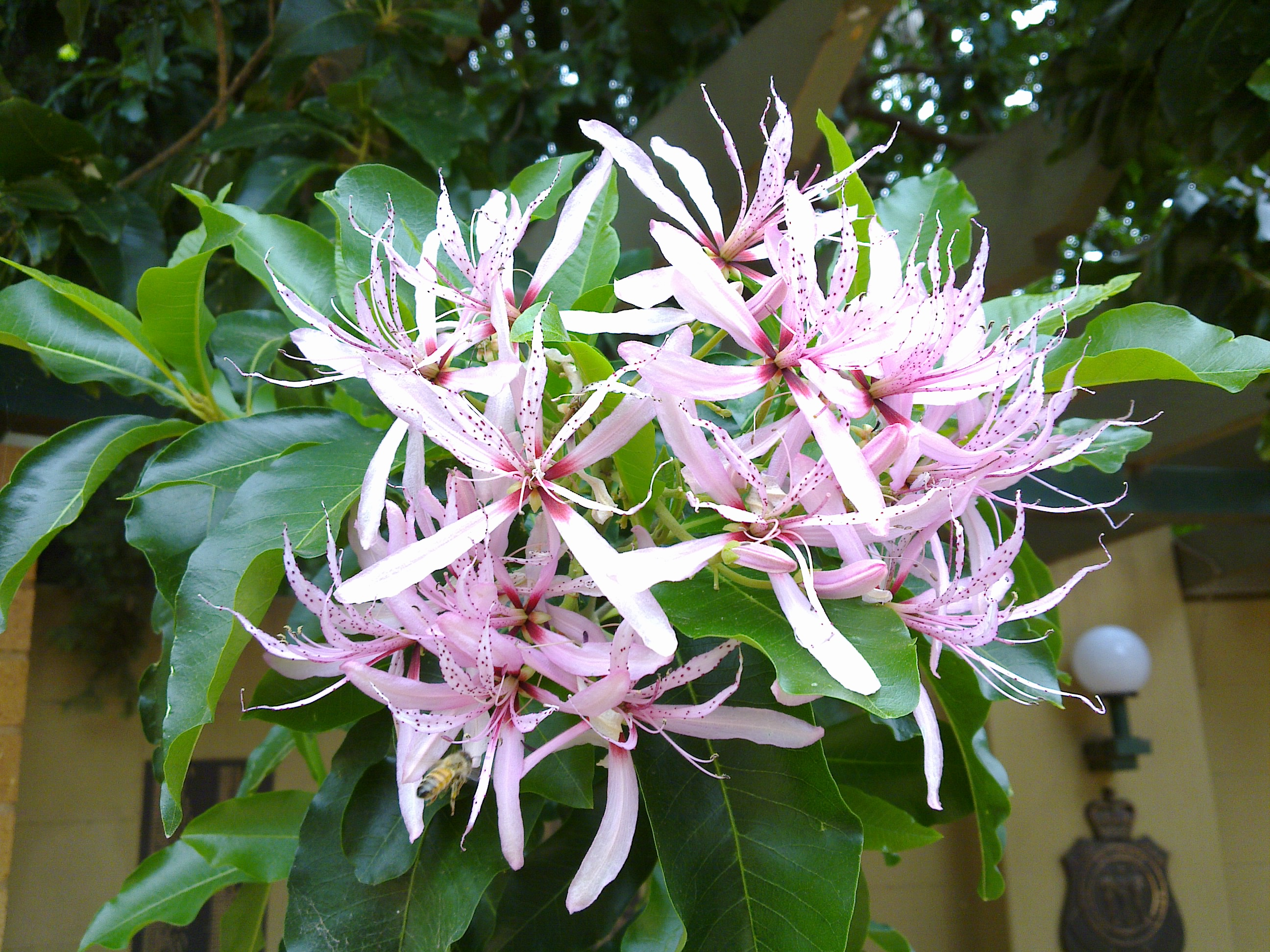
Virágai

A fokföldi gesztenye (Calodendrum capense) a szappanfavirágúak (Sapindales) rendjébe tartozó rutafélék (Rutaceae) családjának egyik faja. Nemzetsége nevét a görög „szép fa” kifejezésből kapta. Fokföldi gesztenyének az egészen más családba tartozó szelídgesztenyére emlékeztető leveleiről nevezték el.

## Származása, elterjedése
Afrikából származik; elterjedési területe — az Etiópiától Dél-Afrikáig terjedő tengerparti sáv — az óvilági trópusok (Paleotropis) és fokföldi flórabirodalom területét egyaránt felöleli. Dísznövényként a világ számos trópusi, illetve szubtrópusi éghajlatú területére betelepítették, egyebek közt Madeirára is, ahol néhány közkertben és a Palheiro Gardens botanikus kertben nő.

## Megjelenése, felépítése
Kisebb fa, többnyire 6–20 m magasra nő; terebélyes, sűrű, félgömb alakú lombkoronájának átmérője 7,5–12 m. Kérge sima, szürke.
Sötétzöld, ép szélű, lándzsahegyszerűen kicsúcsosodó levelei viszonylag nagyok: a hosszuk 5–22 cm, a szélességük 2–10 . Levele és termése egyaránt illóolajokat tartalmaz. Az összemorzsolt levelek illata erőteljes, a citrusfélékére emlékeztet.
Ötszirmú virágai rózsaszínűek, az illatuk enyhén édeskés. Hosszúra nyúló sziromleveleik visszahajlanak. A virágok feltűnő, nagy, ugyancsak a gesztenyéére emlékeztető, kúpos virágzatokban nyílnak.
Mintegy 4 cm átmérőjű toktermése ötrekeszes. Magvai illatosak, feketék.

## Életmódja, élőhelye
Az éghajlati viszonyoktól függően örökzöld vagy lombhullató. Trópusi növény létére a hideget viszonylag jól tűri: a fagy ellen csak a fiatalabb példányokat kell védeni. Közvetlen napsütésbe és félárnyékba egyaránt ültethető. A szeles helyeket nem kedveli. Nyáron többnyire öntözni kell.
6–8 éves korában fordul termőre; virágai május–júliusban nyílnak. Termése nyár végén, ősszel érik be.
Magról és dugványról is szaporítható.

## Felhasználása
Látványos virágzata miatt kedvelt dísznövény.